# Aztec Camera
Aztec Camera sono stati una band scozzese di pop in attività dai primi anni '80 a metà anni '90.

## Storia degli Aztec Camera
La band era capitanata dal talentuoso chitarrista Roddy Frame che negli anni è stato l'unico membro stabile della formazione. Raggiunse un certo successo negli anni ottanta anche nelle classifiche italiane, in particolare con il singolo Somewhere in My Heart.
Il loro secondo album venne prodotto da Mark Knopfler.
Nel 1987 Frame venne invitato da Morrissey a sostituire Johnny Marr, che abbandonò gli Smiths durante le registrazioni di Strangeways, Here We Come (1987), ma la collaborazione non si concretizzò a causa dello scioglimento della band.
Dopo il 1998 Roddy Frame ha intrapreso la carriera solista.

## Discografia

### Studio albums
- High Land, Hard Rain (1983)
- Knife (1984)
- Love (1987)
- Stray (1990)
- Dreamland (1993)
- Frestonia (1995)

### Raccolte
- The Best of Aztec Camera (1999)